# National Women's Soccer League
National Women's Soccer League (NWSL) je profesionalna nogometna liga za žene u Sjedinjenim Američkim Državama. Ligu vodi nogometna federacija SAD-a (United States Soccer Federation (USSF, U.S. Soccer)). 

## Povijest lige
Liga je osnovana 2012. godine, nakon što je dotadašnja glavna liga za žene Women's Professional Soccer (WPS) bankrotirala. USSF je organiziao raspravu i sastanke na temu budućnosti profesionalnoga nogometa za žene u SAD-u. U lipnju 2012. godine održan je sastanak na kojemu su sudjelovali predstavnici USSF-a, klubova WPS-a, te liga W-League i Women's Premier Soccer League (WPSL). Dogovoreno je da će od 2013. početi nova profesionalna liga za žene sa 12 do 16 klubova iz WPS-a, W-Leaguea i WPSL-a, kao i to da će imati manji proračun u odnosu na WPS. 
 
U studenome 2012. objavljeno je da će nova liga imati osam ekipa. Nacionalni savezi SAD-a, Kanade i Meksika plaćat će svoje reprezentativke koje će biti raspoređene po ekipama u ligi (24 iz SAD-a, 16 iz Kanade te 12 do 16 iz Meksika) te da će USSF voditi ligu. 

Prva utakmica NWSL-a igrana je u travnju 2013. između FC Kansas City i Portland Thorns. 2014. godine liga je proširena na devet klubova, uz još najava za proširenje, te je postala najuspješnija ženska nogometna liga u SAD-u.

## Sustav natjecanja
Ligaški NSWL-a traje od travnja do rujna u kojemu klubovi odigraju 20 utakmica - 10 doma i 10 u gostima. Na kraju regularne sezone, klub s najviše bodova dobije titulu prvaka regularne sezone - NWSL Shield. 
 
U doigravanje se plasiraju prva četiri kluba iz regularnoga dijela. Igraju se dvije polufinalne utakmice, te potom završnica. Pobjednik doigravanja dobije titulu NWSL Championship. 

## Sudionici

### Sudionici 2020.
- Chicago Red Stars, Chicago - Bridgeview, Illinois
- Houston Dash, Houston, Texas
- North Carolina Courage, Research Triangle (Raleigh / Durham) – Cary, Sjeverna Karolina  ↓NCC
- OL Reign, Tacoma, Washington  ↓OLR
- Orlando Pride, Orlando, Florida
- Portland Thorns FC, Portland, Oregon  ↓PT
- Sky Blue FC, New York – Harrison, New Jersey ↓SB
- Utah Royals FC, Salt Lake City – Sandy, Utah
- Washington Spirit, Germantown, Maryland / Leesburg, Virginia / Washington, D.C.

### Budući timovi
- Racing Louisville FC, Louisville, Kentucky — počinje igrati 2021
- Angel City FC, Los Angeles, Kalifornija — počinje igrati 2022

### Bivši sudionici
- Boston Breakers, Boston, Massachusetts
- FC Kansas City, Kansas City, Missouri  ↓KC
- Western New York Flash, Buffalo - Elma, New York  ↓WNYF

 Napomene: 

↑KC   FC Kansas City se piše i kao Kansas City 

↑NCC  North Carolina Courage je od sezone 2017. godine zamijenila Western New York Flash 

↑OLR  Počeo je igrati 2013. godine kao Seattle Reign FC, a igrao je u Seattleu. Promijenjeno ime u Reign FC 2019. nakon preseljenja u Tacoma, a u OL Reign 2020. nakon što ga je kupio Olympique Lyonnais.

↑PT  Portland Thorns FC se piše i kao Portland Thorns 

↑SB  Sky Blue FC se piše i kao Sky Blue 

↑WNYF  Western New York Flash - klub je 2016. prodan novim vlasnicima koji su stvorili North Carolina Courage, a Western New York Flash se od 2017. počeo natjecati u United Women's Soccer

## Prvaci i doprvaci
Regularna sezona (NWSL Shield)
| sezona | klubova | prvi                   | drugi             |
| ------ | ------- | ---------------------- | ----------------- |
| 2013.  | 8       | Western New York Flash | FC Kansas City    |
| 2014.  | 9       | Seattle Reign FC       | FC Kansas City    |
| 2015.  | 9       | Seattle Reign FC       | Chicago Red Stars |
| 2016.  | 10      | Portland Thorns FC     | Washington Spirit |
| 2017.  | 10      |                        |                   |

 Doigravanje (NWSL Championship)
| sezona | domaćin                  | prvak                  | rezultat       | doprvak                |
| ------ | ------------------------ | ---------------------- | -------------- | ---------------------- |
| 2013.  | Rochester, New York      | Portland Thorns FC     | 2:0            | Western New York Flash |
| 2014.  | Tukwila, Washington      | FC Kansas City         | 2:1            | Seattle Reign FC       |
| 2015.  | Portland, Oregon, Oregon | FC Kansas City         | 1:0            | Seattle Reign FC       |
| 2016.  | Houston, Teksas, Texas   | Western New York Flash | 2:2 (3:2 11 m) | Washington Spirit      |
| 2017.  |                          |                        |                |                        |

Klubovi po uspješnosti
| klub                   | NWSL Championship | NWSL Championship |      | NWSL Shield | NWSL Shield |
| klub                   | prvak             | doprvak           | prvi | drugi       |             |
| ---------------------- | ----------------- | ----------------- | ---- | ----------- | ----------- |
| FC Kansas City         | 2                 |                   |      | 2           |             |
| Western New York Flash | 1                 | 1                 | 1    |             |             |
| Portland Thorns FC     | 1                 |                   | 1    |             |             |
| Seattle Reign FC       |                   | 2                 | 2    |             |             |
| Washington Spirit      |                   | 1                 |      | 1           |             |
| Chicago Red Stars      |                   |                   |      | 1           |             |

## Pregled plasmana klubova
Tablični pregled plasmana klubova u NWSL (pozicija u regularnom dijelu / plasman u doigravanju) 
| klub                   | 2013.    | 2014.    | 2015.    | 2016.    | 2017. |
| ---------------------- | -------- | -------- | -------- | -------- | ----- |
| Western New York Flash | 1. / NCF | 7. /     | 7. /     | 4. / NCC |       |
| FC Kansas City         | 2. / SF  | 2. / NCC | 3. / NCC | 6. /     | x     |
| Portland Thorns FC     | 3. / NCC | 3. / SF  | 6. /     | 1. / SF  | x     |
| Sky Blue FC            | 4. / SF  | 6. /     | 8. /     | 7. /     | x     |
| Boston Breakers        | 5. /     | 8. /     | 9. /     | 10. /    | x     |
| Chicago Red Stars      | 6. /     | 5. /     | 2. / SF  | 3. / SF  | x     |
| Seattle Reign FC       | 7. /     | 1. / NCF | 1. / NCF | 5. /     | x     |
| Washington Spirit      | 8. /     | 4. / SF  | 4. / SF  | 2. / NCF | x     |
| Houston Dash           |          | 9. /     | 5. /     | 8. /     | x     |
| Orlando Pride          |          |          |          | 9. /     | x     |
| North Carolina Courage |          |          |          |          | x     |

 Objašnjenja za plasman u doigravanju: 

NCC - pobjednik lige (NWSL Championship Champion) 
 
NCF - doprvak lige, poraženi u zvršnici (NWSL Championship Finalist) 

SF - sudionik poluzavršnice (Semi-Finals) 

## Vanjske poveznice
- službene stranice